# Station Gdakowo
Station Gdakowo is een spoorwegstation in de Poolse plaats Gdakowo.